# Aeschynanthus hosseusii
Aeschynanthus hosseusii är en tvåhjärtbladig växtart som beskrevs av François Pellegrin. Aeschynanthus hosseusii ingår i släktet Aeschynanthus och familjen Gesneriaceae. Inga underarter finns listade i Catalogue of Life.